# Nova Scotian Settlers
Nova Scotian Settlers, även kända som Sierra Leone Settlers, var den grupp bland de afroamerikanska slavarna i de tretton kolonierna som svor trohet till britterna under det amerikanska frihetskriget som Black Loyalists, och som efter krigsslutet 1782 följde med britterna till Nova Scotia i Brittiska Kanada. De levde i Nova Scotia under några år, varifrån de sedan blev de som 11 mars 1792 grundade Freetown i Sierra Leone. De som valde att kvarbli formade sedan den minoritetsgrupp kända som Black Nova Scotians. 